# 不列颠共产党
不列颠共产党（英語：Communist Party of Britain，缩写为CPB）是英国的一个共产主义政党。威爾斯共產黨是該黨的分支。

## 历史
它成立于1988年，前身是大不列颠共产党（即原来的英国共产党）晨星派（该派掌握英共党报《晨星报》，并且强烈反对当时的英共中央追随戈尔巴乔夫的“新思维”政治路线）。在1991年大不列颠共产党瓦解后，它成为英国主要的共产主义政党。由于该党是大不列颠共产党政治遗产的主要继承者，中文媒体通常也把该党的名称翻译为英国共产党。
威尔士共产党是该党的分支。

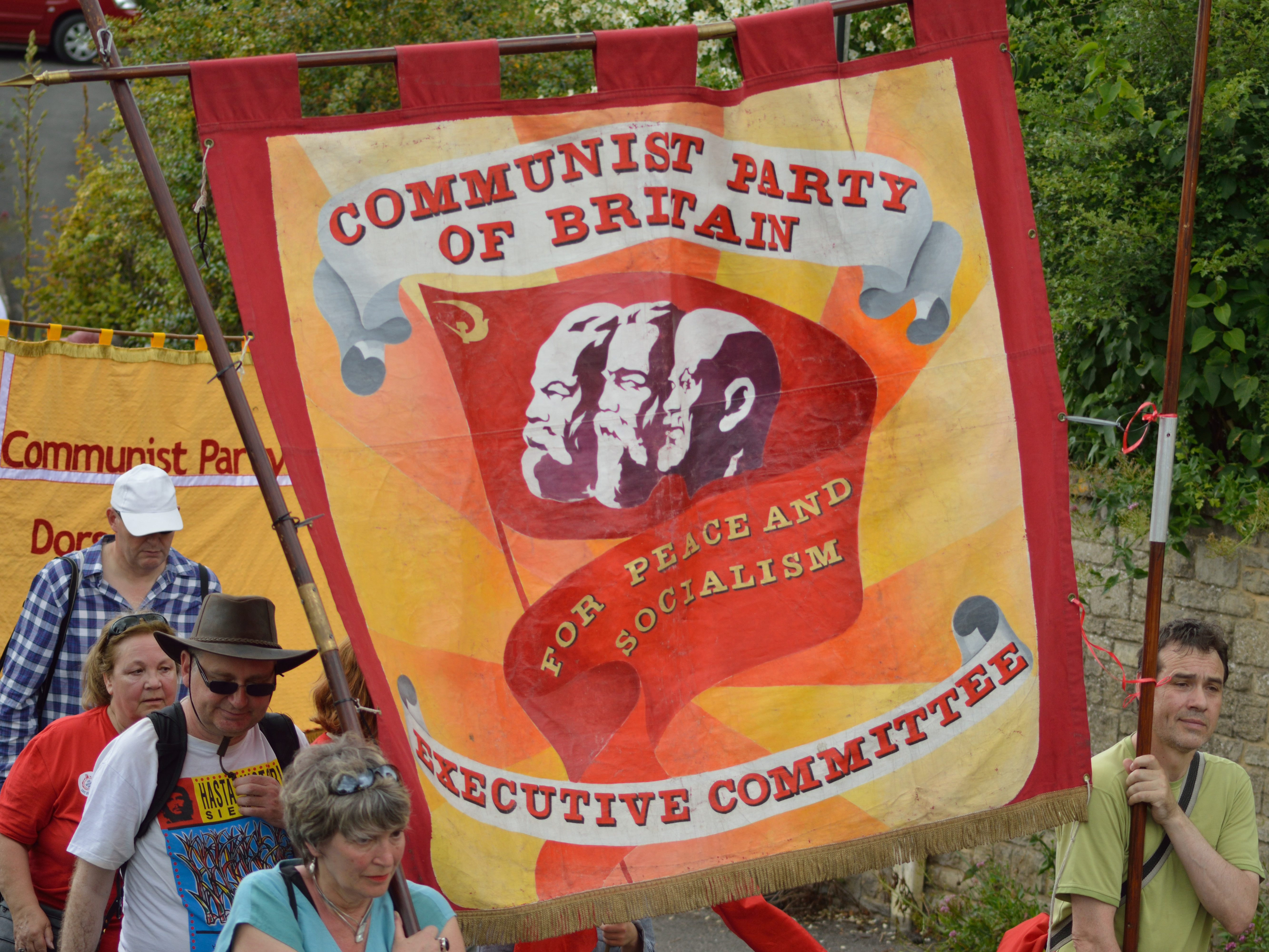
不列颠共产党执行委员会成员参加2016年Tolpuddle烈士节

在 1988 年之前的這段時間裡，由於領導層與黨內的馬克思列寧主義傾向作鬥爭，英國共產黨處於動蕩之中。 1982 年 8 月，CPGB 下屬的晨星報刊登了對 CPGB 的理論期刊《今日馬克思主義》的批評，這種裂痕公開可見 。這兩份出版物都對黨的未來提出了不同的看法。內部反對派聚集在“晨星”周圍，而改革派領導層則聚集在“今日馬克思主義”周圍。 這些麻煩的早期跡象引起了國際社會的關注，尤其是東德統一社會黨對 CPGB 中的歐共主義傾向感到擔憂。
在 1983 年 11 月的 CPGB 第 38 次代表大會上，Tony Chater《晨星》的編輯和助理編輯 David Whitfield 都被解除了黨的行政職務。然而，他們能夠保住他們在該報的職位，因為它由人民出版社印刷社合作社單獨擁有和管理。次年，在 1984 年 6 月舉行的 PPPS 年度大會上，大多數代表違背 CPGB 領導層的意願，再次選舉 Chater 和 Whitfield 為該報的管理委員會成員。 1984 年 11 月，西北地區代表大會選出多數反對派進入其地區委員會，領導層對此作出回應，宣布地區選舉不合法。 類似的運動正在倫敦醞釀，在那裡CPGB秘書長Gordon McLennan先發製人解散了倫敦地區議會，11名地區委員會成員被停職。在蘇格蘭，有 20 個分支機構受到紀律處分。CPGB 執行委員會隨後將爭議提交給1985 年 5 月 18 日至 20 日舉行的一次特別大會，決議草案譴責“晨星”及其周圍的團體。該決議提交了 650 多項修正案，經過長時間的辯論最終獲得通過，隨後驅逐了 18 名成員。
1985 年 6 月，持不同政見者和被開除的 CPGB 成員組成了共產黨運動小組。這個團體宣稱自己忠於黨的綱領，並表示其目的是防止黨的清算。 [15]競選小組在晨星的場地內提供了一間辦公室。 [16] 1985年7月新一屆CPGB執委會第一次會後會議，取消了黨員支持晨星的承諾；它以更多分支機構的解散和進一步的紀律措施結束，例如開除 Ken Gill。 
兩年來，運動小組在 CPGB 內組織起來捍衛黨的馬克思列寧主義原則。然而，在1987年的黨代會上，運動小組未能改變領導，CPGB的方向轉向向社會民主黨轉型。 Kevin Halpin 受邀到莫斯科討論 CPGB 解體的可能性，蘇共建議他競選小組應繼續在現有政黨結構內工作。  1988 年 1 月 8 日，競選小組召開了新聞發布會，宣布共產黨成立。 重建大會於 1988 年 4 月 23 日至 24 日週末舉行，競選小組的一位傑出領導人邁克·希克斯 (Mike Hicks) 當選為總書記。 
第一張派對卡發給了 Andrew Rothstein，他也是 CPGB 的創始成員之一。 次年，CPGB 的領導人正式宣布他們已經放棄了它的計劃，即英國的社會主義之路。許多黨員認為這是黨背棄社會主義。 CPGB 於 1991 年自行解散，改組為民主左派。 許多留在CPGB的直左派成員組成了一個名為“共產主義聯絡員”的團體，後來選擇加入CPB。其他人留在民主左翼或加入工黨。
該黨仍有成員積極參與 CPGB，其中一些人積極參與反種族隔離運動 和工會糾紛，如上克萊德工廠或礦工罷工1984–1985。
1998 年，希克斯在黨的執行委員會會議上以 17 票對 13 票被約翰·海利特（他也是晨星的編輯）動議罷免。希克斯在晨星管理委員會的支持者的回應是暫停海萊特的職務，然後解僱海萊特，這導致了晨星的長期罷工，最終以海萊特的勝利和他的複職告終。 希克斯的一些支持者被開除，其他人辭職以示抗議。他們成立了一個名為馬克思主義論壇的討論組，現在[什麼時候？] 已經解散了。
該黨是停止戰爭聯盟的一部分；該運動的主席安德魯·穆雷 (Andrew Murray) 在 2016 年底之前一直是共產黨員。 [28]在尊重 - 團結聯盟成立之前，在社會主義工人黨的支持下，該黨就是否加入尊重和喬治加洛韋的選舉聯盟進行了辯論。然而，在 2004 年的一次特別大會上，包括總書記羅伯·格里菲斯、安德魯·默里和晨星編輯約翰·海萊特在內的讚成者被擊敗。
2009 年，該黨與 RMT 和其他一些左翼政黨一起成為 No2EU 選舉聯盟的創始組織之一。該聯盟站在 2009 年和 2014 年歐洲議會選舉的平台上反對歐盟，認為歐盟是不民主和新自由主義的。後來，該黨繼續與社會主義工人黨一起領導左翼休假運動（由該黨總書記羅伯特格里菲斯主持），倡導在 2016 年歐盟成員國公投中進行休假投票的進步案例。 
該黨是 2013 年反對緊縮人民議會的創始成員，與其他一些政治和競選團體一起，創建了一個廣泛的組織，反對英國和歐盟主要政黨的緊縮政策。幾年前共產黨幫助制定的人民憲章隨後被投票納入人民議會。
在 2017 年大選中，該黨沒有派出候選人，並支持傑里米·科爾賓領導的工黨。 CPB 表示這是第一次選舉，它和 CPGB 都沒有派出任何候選人。 2018 年 3 月，CPB 主要成員蘇珊·米奇 (Susan Michie) 表示，該黨將不再在大選中反對工黨。她說，CPB 成員應該“全力以赴”爭取科爾賓當選總理。 在2019年大選中，該黨再次沒有派出候選人，並支持工黨。 
然而，在科爾賓辭去工黨領袖職務以及基爾·斯塔默當選為他的繼任者後，CPB 再次決定派出候選人參加選舉。 2021 年 2 月，該黨執行委員會決定發起自 1980 年代初以來最大規模的競選活動之一。
2020年2月，根据《晨星报》披露，英国内政部安全与反恐办公室下属的反恐警察在一份内部海报中将不列颠共产党列入极端组织观察名单。不列颠共产党总书记罗伯·格里菲斯表示，他们对不列颠共产党被列入极端组织观察名单这一事件“并不意外”，“英国情报部门的最基本职责，正是维持目前资本主义统治的现状和保护当前的统治阶级；所以不列颠共产党作为一个试图以社会主义取代资本主义的组织，被列入其中并不令人意外”，“在英国，民主权利面对的最大威胁总是来自资本主义制度——这证实了任何向威权主义的转变都必将遭到最广泛的民主组织的反对”，“英国拥有全世界最隐秘的特勤部门之一，这份文件同时也指明了我们迫切需要努力将情报机构置于某种形式的真正的民主审查之下。”格里菲斯还表示，几十年来，卧底警察一直对“完全合法的活动组织”保持渗透。英国警方则对此解释称，“文件里并不是所有的标志和符号都与反恐有关。”

## 历任总书记
| 姓名            | 就任年份 | 离任年份 |
| 迈克·希克斯     | 1988年   | 1998年   |
| 罗伯特·格里菲斯 | 1998年   | 现任     |